# Kiyohiko Azuma
Kiyohiko Azuma (あずまきよひこ Azuma Kiyohiko?), född 27 maj 1968 i Takasago, Hyōgo prefektur, är en japansk serieskapare. Han har skapat mangaserierna Azumanga daioh och Yotsuba&! som sålts i mer än 16,7 miljoner exemplar världen över.